# Селище (Конотопський район)
Се́лище — село в Україні, у Попівській сільській громаді Конотопського району Сумської області. Населення становить 34 особи. До 2020 орган місцевого самоврядування — Попівська сільська рада.

## Географія
Село Селище розташоване на лівому березі річки Куколка, вище за течією на відстані 2 км розташоване село Вирівка.
Місцевість довкіл села дуже заболочена, навколо проведено багато іригаційних каналів.

## Історія
Село Селище було засноване в 30-ті роках XX сторіччя. У ці роки, у зв'язку з утворенням колгоспів, населення, яке мешкало біля озера Яблунівка, було переселено в нове село. У найкращі свої роки село мало власні ферму, школу, магазин, кузню.
- Село постраждало внаслідок геноциду українського народу, проведеного окупаційним урядом СССР 1923—1933 та 1946–1947 роках.

## Населення

### Мова
Розподіл населення за рідною мовою за даними перепису 2001 року:
| Мова       | Відсоток |
| ---------- | -------- |
| українська | 100%     |

## Сьогодення
У теперішній час кількість корінних жителів значно зменшилася. Це пов'язано з відтоком жителів у місто Конотоп. У теплу пору року в селі життя є більш жвавим, у зв'язку з тим, що в цей період багато людей живуть на своїх дачах, крім того через село пролягає дорога до річки Сейм.